# Solmisation
 (janvier 2015).
Si vous disposez d'ouvrages ou d'articles de référence ou si vous connaissez des sites web de qualité traitant du thème abordé ici, merci de compléter l'article en donnant les références utiles à sa vérifiabilité et en les liant à la section « Notes et références ».
Le terme solmisation désigne en général ce qu'on appelle le « solfège mobile », dans lequel les noms des notes dépendent de la tonalité, où la tonique, par exemple, est toujours appelée do en majeur ou la en mineur, quelle que soit la tonalité réelle dans laquelle on se trouve. Des systèmes semblables sont utilisés dans un certain nombre de cultures non européennes, aux Indes ou en Extrême-Orient. Le mot dénote plus particulièrement le chant par la méthode des hexacordes et des muances, telle qu'elle a été enseignée en Occident à partir du XIe siècle.

## La proposition de Guido d'Arezzo

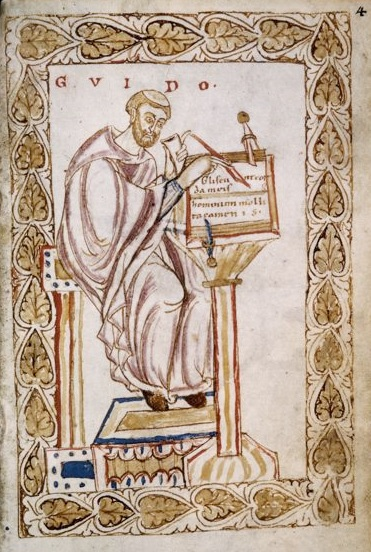
Guido d'Arezzo

Guido d'Arezzo décrit dans sa lettre à son ami Michael Epistola de ignotu canto (« Lettre sur un chant inconnu »), vers 1028, un procédé permettant de lire un chant qu'on ne connaît pas, ce que la notation neumatique de l'époque ne permettait pas. Il rappelle d'abord la méthode usuelle, qui consiste à jouer au monocorde les notes marquées des mêmes lettres que celles de la mélodie. Il suggère ensuite de mémoriser la première note de chacune des six premières phrases du texte d'une mélodie Ut queant laxis, probablement de sa composition, qui ont la propriété de commencer chacune un degré plus haut que la précédente : on peut retrouver les mêmes intervalles, dit-il, dans toutes les mélodies.
Ces six notes forment un hexacorde, ut re mi fa sol la; elles sont distantes les unes des autres d'un ton, sauf mi et fa séparées par un demi-ton. Même si d'autres textes ont été adaptés à la même mélodie ou à d'autres du même type, l'hexacorde de Guido d'Arezzo est seul à avoir connu le succès. Il a permis de réduire considérablement le temps d'apprentissage de nouveaux chants inconnus.

### Le gamma ut: la musica recta

#### La notation alphabétique
Reprenant l'usage grec antique de nommer les notes par les lettres de l'alphabet, Boèce (VIe siècle) dans son De institutione musica désigne les sons par des lettres, mais sans établir de correspondance systématique : pour chaque démonstration, il commence par « A » quelle que soit la note de départ ; il décrit de la sorte jusqu'à deux octaves, par les lettres de A à P. D'autre part, les théoriciens médiévaux à partir d'Hucbald de Saint-Amand décrivent une échelle de deux octaves, de la à la (mais sans utiliser ces noms).
Le pseudo-Odon de Cluny, dans son Dialogus de musica, combine l'usage alphabétique de Boèce et la description de l'échelle de Hucbald, en utilisant deux fois la série de lettres, d'abord de A à G pour la première octave, puis de a à g pour l'octave supérieure, et une lettre double, aa, pour terminer l'échelle. Il y adjoint une première note à la quinte inférieure du premier D et l'appela Gamma (le G grec), qui est probablement à l'origine du mot « gamme ». Les lettres F, c et g seront à l'origine du tracé des clés de fa, d'ut et de sol. L'échelle du Dialogus distingue à partir de la deuxième octave « b carré » et « b rond », ce dernier étant situé un demi-ton au-dessus de a, tandis que b carré est un ton au-dessus. La distinction entre b rond () et b carré () a d'ailleurs – par l'effet d'une écriture négligente – mené à la notation b / h qui se pratique toujours en Allemagne, dans les pays de langue germanique et en Europe de l'Est.

#### Les trois types d'hexacorde
Le principe de la solmisation repose sur le fait qu'une même note est désignée à la fois par sa lettre, en fonction de sa hauteur relative, et par une syllabe de solmisation qui dépend de la place de cette note dans un hexacorde. L'hexacorde contient toujours le demi-ton en son milieu, là où se placeront les syllabes mi et fa. Ainsi, une même note peut faire partie de jusque trois hexacordes différents. On a d'ailleurs pris l'habitude de nommer les notes par leur lettre suivie des syllabes de solmisation permises pour cette lettre. Par exemple, Csolfaut, Dlasolre, Elami, etc. (La syllabe re s'écrit sans accent en latin, avec un accent aigu en français.) Pour compléter l'hexacorde qui commence sur g, il a été nécessaire d'étendre l'échelle générale jusqu'à ee (mi4), ce qui a été fait sans doute dès le XIe siècle, peu après Gui d'Arezzo.
| mi4         |  | \new Staff \with {\remove "Time_signature_engraver"} { e''1 }          |  | ee                |     |     |     |     |     |     | la  |
| ré4         |  |                                                                        |  | dd                |     |     |     |     |     | la  | sol |
| do4         |  |                                                                        |  | cc                |     |     |     |     |     | sol | fa  |
| si3 bécarre |  |                                                                        |  | bécarre · bécarre |     |     |     |     |     |     | mi  |
| si3 bémol   |  |                                                                        |  | bémol · bémol     |     |     |     |     |     | fa  |     |
| la3         |  |                                                                        |  | aa                |     |     |     |     | la  | mi  | re  |
| sol3        |  |                                                                        |  | g                 |     |     |     |     | sol | re  | ut  |
| fa3         |  |                                                                        |  | f                 |     |     |     |     | fa  | ut  |     |
| mi3         |  |                                                                        |  | e                 |     |     |     | la  | mi  |     |     |
| ré3         |  |                                                                        |  | d                 |     |     | la  | sol | re  |     |     |
| do3         |  | \new Staff \with {\remove "Time_signature_engraver"} {\clef alto c'1 } |  | c                 |     |     | sol | fa  | ut  |     |     |
| si2 bécarre |  |                                                                        |  | bécarre           |     |     |     | mi  |     |     |     |
| si2 bémol   |  |                                                                        |  | bémol             |     |     | fa  |     |     |     |     |
| la2         |  |                                                                        |  | a                 |     | la  | mi  | re  |     |     |     |
| sol2        |  |                                                                        |  | G                 |     | sol | re  | ut  |     |     |     |
| fa2         |  |                                                                        |  | F                 |     | fa  | ut  |     |     |     |     |
| mi2         |  |                                                                        |  | E                 | la  | mi  |     |     |     |     |     |
| ré2         |  |                                                                        |  | D                 | sol | re  |     |     |     |     |     |
| do2         |  |                                                                        |  | C                 | fa  | ut  |     |     |     |     |     |
| si1         |  |                                                                        |  | B                 | mi  |     |     |     |     |     |     |
| la1         |  |                                                                        |  | A                 | re  |     |     |     |     |     |     |
| sol1        |  | \new Staff \with {\remove "Time_signature_engraver"} {\clef bass g,1}  |  | Γ                 | ut  |     |     |     |     |     |     |

Légende :
| Hexacordum durum (débutant sur Γ, G ou g) |  | Hexacordum naturale (débutant sur C ou c) |  | Hexacordum molle (débutant sur F ou f) |

L'échelle compte à ce moment vingt-deux notes et est appelée le gamut (de gamma ut) ; elle contient sept hexacordes, trois commençant sur des G (Gamma, G et g), appelés hexacordum durum, et utilisant le B carré (B durum, aujourd'hui si bécarre), deux sur C (C et c), appelés hexacordum naturale, de C à A, sans B, et deux sur F (F et f), appelés hexacordum molle, et utilisant le B rond (B molle, aujourd'hui si bémol).
Il n'est pas possible de placer un hexacorde ton – ton – demi-ton – ton – ton à d'autres endroits sans ajouter d'altérations.
Cette échelle de vingt-deux notes sera la base didactique de l'enseignement musical jusqu'à la fin du XVIIe siècle sous le nom de scala decemlinealis ou échelle générale. Elle est représentée par une portée de dix lignes (les cinq lignes de la portée en clé de fa, avec gamma ut, sol1, sur la première ligne ; la ligne médiane de c solfaut, do3 ; et les quatre premières lignes de la portée en clé de sol, jusqu'à ee la, au-dessus de la quatrième ligne).

#### La main guidonienne
La méthode était accompagnée d'un système de visualisation des hexacordes sur sa main, qui a été appelée la main guidonienne, bien que Guido lui-même n'en fasse mention dans aucun de ses traités connus.
On pouvait grâce à cette méthode repérer facilement quelle note était chantée, et quelles syllabes pouvaient être dites sur cette note. Un chef de chœur pouvait facilement montrer les notes à chanter à un groupe tout en restant silencieux. Les méthodes de repérage sur la main étaient d'ailleurs courantes au Moyen Âge.

### Les muances et la musica ficta
Lorsqu'un chant dépasse la tessiture de l'hexacorde, il faut passer d'un hexacorde à un autre, par le moyen d'une muance (en latin mutatio). Le passage se fait sur une note qui appartient simultanément à deux hexacordes, par un passage soit de l'hexacorde durum à l'hexacorde naturale (ou inversement), soit de l'hexacorde naturale à l'hexacorde molle (ou inversement). Ainsi par exemple, l'échelle (ou le mode) de ré (de D à D) se chantait re mi fa sol re mi fa sol, conformément au tableau suivant :
|                    |    | D  | E  | F  | G   | A  | bécarre | C  | D   |    |
| ------------------ | -- | -- | -- | -- | --- | -- | ------- | -- | --- | -- |
| Hexacorde naturale | ut | re | mi | fa | sol | la |         |    |     |    |
| Hexacorde durum    |    |    |    |    | ut  | re | mi      | fa | sol | la |

On commençait sur re de l'hexacorde naturale et après quatre notes, plutôt que chanter la, on changeait d'hexacorde pour prendre re de l'hexacorde durum, que l'on montait une fois encore jusqu'à sol. Un des avantages de ce système était que l'intervalle chanté mi–fa était toujours un demi-ton, dont la solmisation précisait donc toujours la position.
La polyphonie a rendu nécessaire d'autres demi-tons, notamment les dièses qui produisaient les notes sensibles. En mode de ré par exemple, les cadences demandaient souvent do–ré, un demi-ton qu'il fallait chanter lui aussi mi–fa. Pour ce faire, il était nécessaire d'imaginer d'autres hexacordes que ceux du système diatonique. Pour do par exemple, il fallait imaginer un hexacorde A B C D E F, dont le A (notre la) se chantait ut. Ces hexacordes ont été appelés hexacordes ficta (« feints ») ou falsa (« faux »), par opposition aux trois hexacordes normaux, appelés recta. Les descriptions médiévales envisagent jusqu'à dix hexacordes ficta, en plus des sept hexacordes recta.

## Le passage à la tonalité et l'adjonction dusi
Au XVIe et surtout au XVIIe siècle, il devient de plus en plus difficile de continuer à suivre les règles des hexacordes et des muances pour exécuter les nouvelles pièces, qui, de plus en plus, vont nécessiter de nouvelles théories. Le système modal se mue progressivement en un système tonal, régi par d'autres règles, et dans lequel un système où l'on nomme les hauteurs chantées seulement sur une étendue de six notes nécessite des améliorations.
Alors que le passage à l'ère baroque bouleverse toutes les règles de composition, les propositions de systèmes permettant de nommer les notes se multiplient et cohabitent longtemps dans une certaine confusion.

### Comment accommoder la théorie hexacordale à la musique tonale naissante?

#### Les avantages de la solmisation persistent-ils alors que la théorie musicale se complexifie?

##### Chanter juste les intervalles justes, sensibilisation au tempérament
Au tournant du XVIe et du XVIIe siècle, la question du tempérament de la gamme, posée par l'usage de plus en plus fréquent des instruments à clavier et de la musique instrumentale bat son plein.
Les oreilles de ce temps-là sont très sensibles à la justesse des intervalles, comme en témoignent les claviers avec jusqu'à 31 touches par octaves (Fabio Colonna en 1618 dans La sambuca lincea, ovvero dell'istromento [sic] musico perfetto) pour tenir compte des différences entre G dièse et A bémol par exemple.
Dans ce contexte, la théorie des hexacordes permet de chanter toujours des intervalles bien justes, accordés selon des méthodes de division du monocorde assez simples, exposées au XIe siècle dans le Micrologus de Guido d'Arezzo.
Il n'est pas possible d'accorder parfaitement une octave juste et toutes les quintes justes dans cette octave. Le passage aux théories de la tonalité et l’apparition progressive d'une musique instrumentale aussi importante que la musique vocale passera par l'imposition progressive du tempérament égal. Dans ce contexte, les intervalles étant tous un peu faux excepté l'octave, l'adjonction d'une septième syllabe pour compléter l'octave et l'abandon des intervalles justes spécifiques à l'hexacorde s'imposera progressivement.

##### Facilité de transposition et de fugues
Le développement à partir du XVe siècle des figures imitatives transposées à la quinte ou à la quarte va de pair avec la persistance du système hexacordal, dans lequel on pouvait chanter le thème avec les mêmes syllabes avant et après la transposition.

##### Éviter certains intervalles
Enfin, l'emploi de la solmisation permet d'éviter simplement des intervalles mal acceptés pour l'époque, puisque le triton n'existe pas dans les hexacordes, alors qu'il existera entre fa et si par la suite. De même, l'emploi de règles de compositions aussi faciles à retenir que « fa contra mi » permet d'éviter à moindre frais les écueils les moins facilement admis.

#### Simplification des hexacordes
Cependant, la plupart des arguments en faveur de la survie du système hexacordal ne résistent pas au passage au système tonal. De plus en plus de libertés sont prises avec un système trop rigide.

##### Seulement deux hexacordes
En 1597, Thomas Morley dans A Plain & Easy Introduction to Practical Music explique comment les deux hexacordes durum et molle suffisent pour tout chanter et comment l'hexacorde naturale doit être réservé pour la musique grégorienne. De manière analogue, Gorg Rhau en 1538, Adrian Petit Coclico en 1552, Zarlino en 1573, et jusqu'à Marin Mersenne en 1636 dans son ouvrage « Harmonie universelle », pour ne citer qu'eux, n'avaient retenu que deux « échelles d'hexacordes », la scala b durali et naturalis (ou échelle du chant par bécarre) et la Scala b mollaris et naturalis (ou échelle du chant par bémol), mais ces échelles étaient formées chacune de deux hexacordes, durum et naturale ou b mollis et naturale.

##### Abandon des syllabesutetré: lefasola
Thomas Morley est partisan de l'abandon de la syllabe ut. Bogenstants dans Rudimenta utriusque cantus, en 1535, allait déjà plus loin en abandonnant ut et ré sauf pour l'hexacorde le plus grave. Cette pratique est à l'origine du fa-so-la encore en usage aujourd'hui dans certaines régions des États-Unis pour des mélodies simples.
Le livre de Playford Introduction to the Skill of Musick, édité depuis la fin du XVIe siècle et jusqu’à 1730, explique comment mi sert uniquement pour la sensible.

##### Commencer surutplutôt que surré
De son côté, Loys Bourgeois, dans Le droict Chemin de Musique (Genève, 1550), réfute l'usage de faire une muance en montant sur ré alors qu'on l'a fait en descendant sur la. Il préconise une muance sur ut, qui privilégie donc le mode commençant sur cette syllabe et qui sera à l'origine de la gamme majeure.

##### Utdevientdo
En 1640, G. Doni propose la syllabe do, plus facile à chanter, pour remplacer l'ut. Cependant la voyelle « o » fera double emploi avec la voyelle « o » de la syllabe sol.

#### L'hexacorde dans les traités tardifs
La théorie de l'hexacorde survit jusqu'au XVIe siècle dans les traités. Cependant, en 1692, Carrissimi dans Ars cantandi donne le tableau de la solmisation à titre de curiosité, le qualifiant de « cassement de tête inutile »
Tomas de Santa Marie, en 1565 dans un traité sur l'harmonie, insiste pour que les claviéristes sachent chanter chaque voix avec les syllabes de solmisation. Ces recommandations sont données également par Hortensio, le tuteur de Bianca dans La mégère apprivoisée de Shakespeare.

### Les premiers systèmes fondés sur l'octave
L’adoption de la septième syllabe est entérinée en France à l'époque de Zarlino (milieu du XVIe siècle) et en Allemagne dans la deuxième moitié du XVIIe siècle. Pourtant la première critique du système à six syllabes de Guido d'Arezzo et la première proposition de sept autres syllabes datent du XVe siècle.
Devant la grande quantité de syllabes prononcées, on a fini par garder les six premières (avec do remplaçant ut au XVIIe siècle) et par y ajouter le si, qui provient lui aussi de l’Hymne à saint Jean utilisé par Guido d'Arezzo (Sancte Ioanes). On a également utilisé le Ho pour le si bécarre, qui a persisté en Allemagne avec la lettre H pour désigner cette note (que l'on retrouve dans le thème B A C H).

#### Psal-li-tur per vo-ces is-tas
Déjà en 1482, Bartolomé Ramos de Pareja, théoricien espagnol, exprime violemment son désaccord avec les usages pratiqués depuis Guido d'Arezzo. Il propose les syllabes psal-li-tur per vo-ces is-tas (qui peut être traduit approximativement par « chanté par ses syllabes »), où le is peut se changer un ton ou un demi-ton au-dessus du ces.
L'intérêt de ce choix de syllabes est que les consonnes à la fin des syllabes (« r » et « s ») indiquent où peuvent se pratiquer les demi-tons.
En effet, tur per se chante toujours comme un demi-ton, ainsi que ces is ou is tas. De plus, tas se chante à l'octave de psa, et contient la même voyelle « a ».
C'est l'invention de moyens mnémotechniques de ce genre qui est à l'origine d'un nombre important de propositions différentes de syllabes couvrant l'octave.

#### bo ce di ga lo mi na (voces belgicae)
H. Waelrant (Anvers 1550) invente quant à lui la bocédisation, qui sera également appelé voces belgicae et redécouverte et complétée par Johannes Lippius vers 1610. Ces gammes suivent deux séries d'octaves, appelées cantus durus et cantus mollis.

#### lA Bi, Ce, De, mi, Fe, Ge
Daniel Hitzler (Stuttgart 1628) propose des syllabes qui reposent sur les lettres de l'alphabet, avec comme particularité des rôles bien définis pour les voyelles : chacun des degrés possède une version basse, en « e », et une version aiguë, en « i ». Ce qui, par exemple, signifie do bécarre, se transforme en Ci pour former do dièse ; mi se transforme en me pour signifier mi bémol. La gamme chromatique se chante donc : ce ci de di/me mi fe fi ge gi le be bi ce. En effet, les demi-tons choisis sont ceux le plus souvent utilisés (fa dièse et non sol bémol, do dièse et non ré bémol par exemple). Les voyelles « e » et « i » sont à l'origine des suffixes es et is utilisés en allemand moderne : Cis pour do dièse, Es pour mi bémol, etc.

#### do re mi fa sol la ni do
Otto Gibelius en 1659 propose le même genre de gamme mais en se basant sur les syllabes de l'hymne à Saint Jean, et où la gamme chromatique se chante do di re ri/ma mi fa fi sol si/lo la na ni do.

#### Da me ni po tu la be
Dans le même esprit que Daniel Hitzler, C. H. Graun propose en 1750 la daménisation. Les syllabes as et es permettent l'abaissement ou élévation d'un demi-ton.

#### La gamme double française
La gamme double française a été utilisée à la fin du XVIIe siècle et repose sur les deux gammes fondées sur les hexacordes molle et durum, leur adjoignant un si. Elle n'a pas eu un grand succès, remplacée rapidement par des méthodes avec une gamme simple. Elle a été décrite dans la méthode facile pour apprendre à chanter en musique de Guillaume Gabriel Nivers, publiée à Paris en 1666.
Dans ce système, lorsqu'on était dans une musique « transposée », c’est-à-dire avec des altérations à la clé, il fallait chanter le dernier dièse à la clé si et le dernier bémol fa.

#### La gamme chiffrée ou galinisme
Jean-Jacques Rousseau, philosophe avant tout, était attaché à la gamme mobile, qui permettait de savoir sur quel degré de la gamme on se trouvait. En 1767, il a repris d'une tradition provenant de l'Espagne une notation où les notes prennent simplement le numéro du degré de la tonalité où l'on est situé.
Cette théorie a été reproposée également par Galin qui lui a donné son nom, en 1820, perfectionnée par Paris et Chevé. Cette notation a été abandonnée devant les difficultés mélodiques et harmoniques, mais peut rester très utile pour une lecture d'un chant sans aucune culture musicale.

### La construction dans la confusion
Le passage à la théorie de la tonalité ne se passe pas sans mal, et beaucoup de dénominations cohabitent sans que la logique ne soit toujours au rendez-vous. Il peut arriver dans une même phrase d'utiliser les syllabes de solmisation à la fois pour désigner la hauteur absolue de la note et sa position dans une gamme. Trois systèmes (hexacorde avec ses améliorations, solfège mobile avec toutes sortes de syllabes ou de chiffres, et nominations des notes par les lettres de l'alphabet) cohabitent et se mélangent du début du XVIIe siècle jusqu'au milieu du XVIIIe siècle.
A l'apparition de la gamme mineure, on la confond avec la gamme mollis de la gamme double française, et on ne se décide pas sur la syllabe sur laquelle doit commencer une gamme mineure. Si l'on prend la première syllabe qui génère une tierce mineure, il faut commencer sur ré et chanter le si un demi-ton au-dessus du la, mais certains préconisent de laisser le si un ton au-dessus du la, et donc de commencer la gamme mineure sur « la ». Enfin, certaines pensent que la gamme mineure comme toute gamme doit commencer sur do..
Cette cohabitation difficile rend compte de la difficulté à reconnaître la tonalité, d'autant plus que l'usage des armatures à la clé n'est pas forcément fixée.

## Les deux systèmes actuels dans le monde occidental
La fin du XVIIIe siècle et le XIXe siècle voient se fixer deux solfèges différents : celui des pays anglo-saxons avec un do mobile et des syllabes permettant de distinguer les notes altérées, et le système français de do fixe qui abandonna petit à petit les lettres de l'alphabet qui désignaient les notes.

### Les origines des deux systèmes

#### La naissance du tonic sol-fa avec Curwen
Le pasteur John Curwen (1816-1880) ayant reçu la charge d'apprendre à chanter à ses jeunes élèves a pris exemple sur la méthode de Sarah Anna Glover (1785-1867) qui avait utilisé une échelle mobile construite sur les syllabes « do ré mi fa so la ti ».
Curwen propagea cette méthode largement dans les milieux protestants, notamment en éditant The Standard Course of Lessons on the Tonic Sol-fa Method of Teaching to Sing pour la première fois en 1858.
Curwen inventa des signes de la main pour signifier chaque note, comme actuellement dans la méthode Kodály.

#### La naissance du solfège fixe avec le conservatoire en France
La gamme double ou « méthode du si » française semble être la source, au XVIIIe siècle, de l'originalité française.
En 1696, Étienne Loulié explique comment une gamme simple pourrait simplifier encore le principe de la gamme double, en supprimant « les chemins et les voix de Bemol », qui constituaient la première colonne dans la gamme double.
En 1798, le Conservatoire de musique remplace les maîtrises religieuses pour l'enseignement de la musique, sous les ordres de Bonaparte. Les Principes élémentaires de musique arrêtés par les Membres du Conservatoire, pour servir à l'Étude dans cet établissement suivis de Solfèges par les Cens Agus, Catel, Cherubini, Gossec, Langlé, Lesueur, Méhul, et Rigel (Paris, An VIII) se basent exclusivement sur un solfège fixe utilisant les syllabes de solmisation « do ré mi fa sol la si do ». Alors que les méthodes transposantes étaient toujours employées pour enseigner aux débutants et aux chanteurs, au Conservatoire, la méthode était utilisée également avec succès pour les élèves d'un bon niveau et les instrumentistes.

### Les deux écoles actuelles
Aujourd'hui, l'Italie, l'Espagne, le Portugal, la Russie, la Bulgarie, la Roumanie, l'ex-Yougoslavie suivent l'exemple français où les syllabes de solmisation désignent directement la hauteur des sons. C'est le système du do fixe.
Dans les autres pays, et particulièrement en Hongrie avec la méthode Kodály, on utilise un système appelé « do mobile ».
Le tonic sol-fa a été rendu populaire par John Curwen au XVIIIe siècle. Il est particulièrement adapté aux hymnes protestants[réf. nécessaire]. Il est également connu sous le nom de « movable doh » en anglais, et a été adapté en allemand sous le nom tonika-Do méthode.
Les syllabes correspondent toujours au même degré de la gamme, et les différentes gammes se chantent :
|                                     | Do | Di | Ra | Re | Ri | Me | Mi | Fa | Fi | Se | So(l) | Si | Le | La | Li | Te | Ti | Do |
| ----------------------------------- | -- | -- | -- | -- | -- | -- | -- | -- | -- | -- | ----- | -- | -- | -- | -- | -- | -- | -- |
| Gamme majeure                       | X  |    |    | X  |    |    | X  | X  |    |    | X     |    |    | X  |    |    | X  | X  |
| Gamme mineure harmonique            | X  |    |    | X  |    | X  |    | X  |    |    | X     |    | X  |    |    |    | X  | X  |
| Gamme mineure mélodique descendante | X  |    |    | X  |    | X  |    | X  |    |    | X     |    | X  |    |    | X  |    | X  |
| Gamme mineure mélodique ascendante  | X  |    |    | X  |    | X  |    | X  |    |    | X     |    |    | X  |    |    | X  | X  |
| Gamme chromatique par dièses        | X  | X  |    | X  | X  |    | X  | X  | X  |    | X     | X  |    | X  | X  |    | X  | X  |
| Gamme chromatique par bémols        | X  |    | X  | X  |    | X  | X  | X  |    | X  | X     |    | X  | X  |    | X  | X  | X  |

Dans ce tableau, on a choisi de commencer la gamme mineure sur do, pourtant, il est également possible de la commencer sur la.
Le système allemand connaît en parallèle un système fixe utilisant les lettres de l'alphabet, mais avec des variantes pour exprimer les dièses et les bémols
En Hongrie, la méthode Kodály reprend également la méthode du do mobile.

### La diversité des avantages et des inconvénients des méthodes
Il existe toujours des enseignants et des élèves se demandant quelle est la meilleure méthode pour déchiffrer une partition : do fixe ou do mobile, ou encore méthode chiffrée. Chacune des méthodes a ses avantages et ses inconvénients.

#### Méthode chiffrée
Elle est semblable au do mobile, mais avec les syllabes correspondant au numéro du degré de la gamme plutôt que les syllabes de solmisation habituelles.
Cette méthode est très facile à apprendre, puisqu'elle se limite aux 7 chiffres déjà connus de tous. Elle permet de connaître instantanément sur quel degré de la gamme on se trouve, et donc de reconnaître facilement de quelle fonction harmonique il peut s'agir, dans le cadre d'une musique tonale sans altération.
En revanche, les syllabes ne sont pas forcément adaptées au chant. Dans certaines langues, il faut contracter plusieurs syllabes (comme dans « seven », le mot anglais pour « sept ») sur une seule note et cela peut poser des problèmes de rythme.
De plus, il n'y a pas de syllabes spécifiques pour les altérations, ce qui oblige à chanter « 4 dièse » ou « 7 bémol ». Enfin, cette méthode étant une variante du do mobile, elle en reprend notamment ces inconvénients relatifs à la difficulté de savoir où placer le chiffre « 1 ».

#### Do mobile
Les méthodes utilisant le do mobile ont introduit des syllabes pour les altérations accidentelles qui demandent une gymnastique mentale importante, puisque l'exécutant doit choisir entre 17 syllabes différentes contre 7 pour le do fixe.
Choisir où commence la gamme et donc où chanter un do n'est pas toujours facile, tout comme il est difficile, lors d'une modulation, de savoir exactement quand changer de référence pour le do. Cela devient même très difficile dans les musiques où on utilise beaucoup d'emprunts, de chromatismes, d'enharmonies…
La méthode du do mobile devient quasiment impraticable pour chanter des musiques atonales lorsque la tonalité n'est pas forcément affirmée.
Les avantages de cette méthode sont sensiblement les mêmes que celle de la solmisation de Guido d'Arezzo : on retient facilement les intervalles et le positionnement des demi-tons, et les rôles harmoniques des notes sont facilement repérable (par exemple fa est toujours le quatrième degré de la gamme)

#### Ledofixe
La méthode du do fixe peut être utilisée, comme en France et au Québec, avec seulement sept syllabes, ce qui complique dans un premier temps le travail de l'oreille pour placer les demi-tons, puisqu'un fa dièse est chanté de la même façon qu'un fa bécarre.
Il est possible de chanter également les noms des notes sous forme de lettre (A, B..) et également possible, dans le cadre du do fixe, de chanter des syllabes différentiant les altérations.
Ce type de solfège s'adapte parfaitement à tout type de musique, puisqu'il ne nécessite pas de connaître la tonalité. Il permet de découvrir plus facilement les aptitudes dues à l'oreille absolue.
Mais cette méthode, utilisant les syllabes « do ré mi… », a à la fois effacé la culture des notes nommées par des lettres, et compliqué l'usage d'une méthode à do mobile, puisqu'il n'est pas évident de passer d'une méthode à l'autre en continuant d'utiliser les mêmes syllabes dans des usages différents.

#### Vers une méthode mixte
Il est envisageable d'utiliser une méthode mixte pour bénéficier des avantages d'une échelle absolue (do fixe) et d'une échelle mobile (do mobile), les deux étant utiles aux musiciens. Cela peut être fait en utilisant deux dénominations différentes : une pour l'échelle absolue et une autre pour l'échelle relative. Par exemple on peut utiliser une dénomination par lettres pour l'échelle absolue et une dénomination « do ré mi … » pour l'échelle relative à l'instar de ce qui est pratiqué dans les pays anglo-saxons.

## La méthode de Carl Eitz: Le «la-to-ni»
La solmisation inventée par Carl Eitz (pédagogue et musicien allemand 1848-1924) en 1892 est encore pratiquée en Suisse orientale (région de Coire) et à Saint-Gall. Cette solmisation est chantable (une consonnante et une voyelle par ton) et absolue.
Chaque demi-ton reçoit une consonne propre. À partir du do : b, r, t, m, g, s, p, l, d, f, k, n (Aide mnémotechnique en allemand : « Bei rechtem Tun mach ganze Sach, probiere lustig, die Freud' kommt nach ».
Les voyelles sont utilisées de manière suivante : lors de tons entiers, la voyelle change (dans l'ordre alphabétique), lors de demi-tons, la voyelle ne change pas.
Exemples :
Gamme de do majeur : bi, to, gu, su, la, fe, ni, bi.
Gamme de ré mineur harmonique : to, gu, su, la, fe, ke, ro, to.
Références :
- Das mathematisch-reine Tonsystem, 1891.
- Das Tonwort, Leipzig 1928.
- Latonisation selon Carl Eitz.